# Nothura
Nothura là một chi chim trong họ Tinamidae.